# Claudia Elena Vásquez
Claudia Elena Vásquez Ángel (Medellín, 4 de octubre de 1974) es una exreina de belleza, modelo, ingeniera química y empresaria colombiana.

## Carrera
Claudia Elena nació en Medellín el 4 de octubre de 1974, hija de José Ignacio Vásquez Ochoa y María Elena Ángel Ochoa. En su juventud inició su carrera como modelo de pasarela y para comerciales de televisión, pero su gran oportunidad llegó en 1996 cuando representó al departamento de Antioquia en el Concurso Nacional de Belleza, logrando el primer lugar y la posibilidad de representar a Colombia en la edición de 1997 de Miss Universo.
Luego de su experiencia en el certamen, Claudia apareció en publicaciones como SoHo, Cromos y Fucsia y fue imagen de la marca de moda Mango. También se desempeñó como gerente de perfumería de una prestigiosa multinacional suiza. Se convirtió en socia fundadora de Chaimara, un spa inaugurado en la ciudad de Bogotá en el año 2009.

## Vida personal
Desde el año 2008 es esposa del cantante Carlos Vives. Además es ingeniera química egresada de la Universidad de los Andes.